# Stridulatie

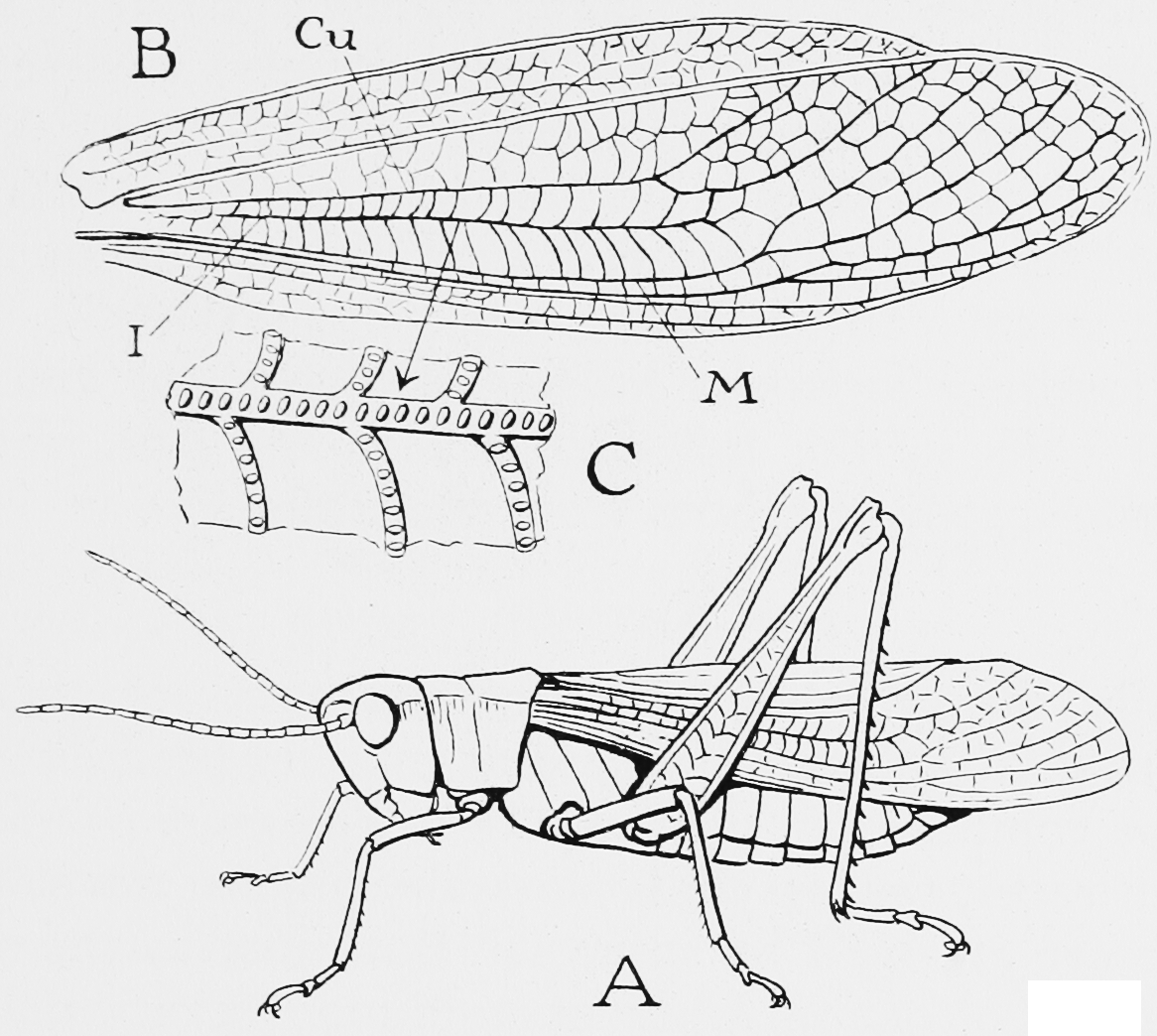
Stridulatieorganen bij een sprinkhaan; onder het mannetje (A), bovenaan de tandenrijen op de vleugels (B), en in het midden de knobbeltjes op het lichaam (C).

Stridulatie is het produceren van geluid door bepaalde lichaamsdelen langs elkaar te strijken. In de praktijk slaat het voornamelijk op insecten die geluiden produceren om het andere geslacht te lokken. Het zijn vaak de mannelijke exemplaren die striduleren om vrouwtjes te lokken. In veel gevallen kunnen ook de vrouwtjes geluid produceren maar ze doen dit alleen bij de balts; als er reeds een mannetje is genaderd.
Voorbeelden van stridulerende geleedpotigen zijn vogelspinnen, krekels, sprinkhanen en cicaden. Stridulatie kan bij verschillende groepen geleedpotigen worden opgewekt door het wrijven van verschillende lichaamsdelen langs elkaar: vleugel tegen vleugel, vleugel tegen abdomen, poot tegen vleugel, etc. Op lichaamsdelen die voor stridulatie worden gebruikt vindt men een rij tandjes of een gezaagde rand en het oppervlak waarlangs gestreken wordt is verhard. 
Ook bij vogels komt stridulatie voor (zie stompveermanakin). 
1. ↑  
Courting Bird Sings with Stridulating Wing Feathers